# Pusti Otok
Pusti Otok je majhen otoček v skupini Brionskih otokov ob jugozahodni obali Istre severozahodno od Pule (Hrvaška).
Pusti otok, na nekaterih zemljevidih imenovan tudi Madona, leži med Krasnico (Vango) in zalivom Dobrika na V. Brijunu, od katerega je oddaljen okoli 0,5 km.
Površina otočka meri 0,05 km². Dolžina obalnega pasu je 1,16 km.